# Gunnar Åkerlund
Ernst Gunnar Åkerlund (Nyköping, 20 novembre 1923 – Nyköping, 4 ottobre 2006) è stato un canoista svedese.

## Palmarès
- Giochi olimpici

Londra 1948: oro nel K2 10000 metri.
Helsinki 1952: argento nel K2 10000 metri.
- Mondiali

Londra 1948: oro nel K4 1000 metri.
Copenaghen 1950: oro nel K2 10000 metri, argento nel K4 1000 metri.